# Horacio Pagani
Horacio Pagani (født 10. november 1955) er den argentinske grundlægger af Pagani, der producerer superbiler. Han grundlagde firmaet i 1992, og den første bil, der blev produceret, var Pagani Zonda, som det tog syv år at udvikle.[kilde mangler]